# Paganico Sabino
Paganico Sabino – miejscowość i gmina we Włoszech, w regionie Lacjum, w prowincji Rieti.
Według danych na rok 2004 gminę zamieszkiwało 180 osób, 20 os./km².